# Trk satelitov Iridium 33 in Kosmos-2251
Trk satelitov Iridium 33 in Kosmos-2251 je bil prvi trk umetnih satelitov v zgodovini. Trčila sta deaktivirani ruski vojaški komunikacijski satelit Kosmos 2251 in ameriški komunikacijski satelit Iridium 33. Do trčenja je prišlo 10. februarja leta 2009 ob 16:56 UTC.
Satelita sta trčila na višini 789 kilometrov (v Nizkozemeljski orbiti) nad Tajmirskim polotokom v Sibiriji. Hitrost trka je bila 42.120 km/h. Ob tem je nastalo več kot 1000 delcev, večjih od 10 centimetrov in večje število še manjših delcev. Te delce obravnavamo kot vesoljske odpadke, zdaj predstavljajo nevarnost za operativne satelite. 
- Mesto trka
- Delci po 20 minutah
- Delci po 50 minutah